# 1320 en Angleterre
Chronologie de l'Angleterre
- 1316
- 1317
- 1318
- 1319
- 1320
- 1321
- 1322
- 1323
- 1324

Cette page concerne l'année 1320 du calendrier julien.

## Naissances en 1320
- Date inconnue :
  - John Delamare, chevalier
  - Iolo Goch, poète
  - Marie de Lancastre, baronne Percy (en)
  - John de Mohun, 2e baron Mohun
  - Henri Yevele, maçon et architecte

## Décès en 1320
- 12 janvier : John Dalderby, évêque de Lincoln
- 2 juillet : Maud de Burgh, comtesse de Gloucester et de Hertford
- Date inconnue : 
  - Nicholas de Balscote, juge
  - Philip Baston, carme
  - Béatrix de Clermont-Nesle, comtesse de Pembroke
  - Adda Fras, poète
  - Robert de Welles, 2e baron Welles (en)